# Masame
Masame är ett samhälle i Botswana.   Det ligger i distriktet Central, i den östra delen av landet, 260 km norr om huvudstaden Gaborone. Masame ligger 1 079 meter över havet och antalet invånare är 464.
Terrängen runt Masame är huvudsakligen platt. Masame ligger uppe på en höjd. Närmaste större samhälle är Serowe, 14,3 km väster om Masame. 
Omgivningarna runt Masame är huvudsakligen savann. Runt Masame är det mycket glesbefolkat, med 2 invånare per kvadratkilometer.